# Austropallene spinicornis
Austropallene spinicornis är en havsspindelart som beskrevs av Pushkin, A.F. 1993. Austropallene spinicornis ingår i släktet Austropallene och familjen Callipallenidae. Inga underarter finns listade.